# Sigvard Parling
Sigvard „Sigge” Emanuel Parling (ur. 26 marca 1930 w Valbo, zm. 17 września 2016) – szwedzki piłkarz, pomocnik. Srebrny medalista MŚ 1958. Długoletni zawodnik Djurgårdens IF.
Piłkarzem Djurgårdens był w latach 1949–1960 i zdobył dwa tytuły mistrza kraju (1955, 1959). Później grał w IK Sirius i Gefle IF, karierę zakończył w 1965. W reprezentacji Szwecji w latach 1954–1960 zagrał 38 razy. Podczas MŚ 58 wystąpił we wszystkich sześciu meczach Szwedów w turnieju.